# John Barrymore
John Barrymore (Philadelphia (Pennsylvania), 14 o 15 de febrer de 1882 − Los Angeles (Califòrnia), 29 de maig de 1942) actor de teatre i cinema. Fill d’una de les famílies teatrals més prestigioses de les primeres dècades del segle XX (se la considerava la “família reial de Broadway”), fou anomenat el “gran perfil”. En l’àmbit teatral, fou considerat com l’actor tràgic més important de la seva època. En la seva filmografia es poden destacar pel·lícules com El Dr. Jekyll i el Sr. Hyde (1920), “The Sea Beast” (1926), “Grand Hotel” (1932), “Twentieth Century” (1934), o “Midnight” (1939), totes elles incloses en el National Film Registry. Fou el germà petit de dos grans actors: Lionel i Ethel Barrymore, pare de John Drew Barrymore i avi de Drew Barrymore.

## Biografia
John Sidney Blythe Barrymore va ser el fill menor de dos de les grans figures teatrals de l’època: Maurice Barrymore i Georgiana Drew i d’una nissaga d’actors que es podia seguir fins l’any 1752. Quan tenia 10 anys la seva mare va morir de tuberculosi, quan en tenia 15 ho va fer la seva àvia, Louisa Drew, que l’havia criat i poc abans perdé la seva virginitat amb la seva madrastra, Marie Floyd. Aquests fets el van dur al que seria el seu principal problema des de l’adolescència, l'alcoholisme.
John mai va aspirar a ser un actor i volia ser artista. i va treballar com a dibuixant freelance per al New York Evening Journal però gradualment va anar introduint-se en el món de la interpretació com els seus germans. Va fer el seu debut als 18 anys, l’estiu de 1900, en “A Man of the World”, obra protagonitzada pel seu pare. L’any següent el seu pare moria de sífilis i ell es veia obligat a deixar els estudis d’art i posar-se a treballar d’actor. El seu primer paper protagonista arribà el 1907 de la mà de Daniel Frohman que el contractà per interpretar Tony Allen en la comèdia de Rida Johnson Young “The Boys of Company B”. En pocs anys era una de les grans estrelles de Broadway, protagonitzant obres com “Justice”, “Hamlet”, “Ricard III” “Peter Ibbetson” i “Svengali”.(REF2) La seva interpretació de Hamlet encara és considerada com la definitiva. El 1910 es va casar amb Katherine Corri Harris de qui es divorciaria el 1917. Durant la dècada de 1910 compaginà el teatre amb l’aparició en diverses pel·lícules d’una o dues bobines, essent la primera "The Dream of a Moving Picture Director" (1912). En aquella època l’alcohol començà a passar-li factura. Això, i la necessitat de diners, l’acabà fent entrar en el món del cinema medi en el que treballà quasi en exclusiva a partir del 1925.
Tot i que a diferència dels seus dos germans no va aconseguir mai un Oscar, la seva personalitat cinematogràfica va ser molt superior i el públic l’adorava pels seus papers romàntics en pel·lícules com "Beau Brummell" (1924) o "The Beloved Rogue" (1927). Tot i això també interpretà papers d’home de caràcter destacats com a El Dr. Jekyll i el Sr. Hyde (1920). El 1920 es va casar per segona vegada amb Leonard M. Thomas. Es van divorciar però de la relació tingué una filla, Diana.
Feu amb èxit el salt al sonor i de fet protagonitzà "Don Juan" (1926), la primera pel·lícula amb so sincronitzat. Entre les seves pel·lícules sonores més recordades hi ha "Moby Dick" (1930), "Svengali" (1931) i "Grand Hotel" (1932). El 4 de novembre de 1928 es va cassar per tercer cop amb Dolores Costello. La parella tingué dos fills, Dolores Ethel Mae i John Blythe Jr, però també s'acabaren divorciant. A partir de 1933 i fins a la seva mort el 1942 les seves dots interpretatives es veieren condicionades pel seu alcoholisme essent els seus darrers rols penoses auto-paròdies en pel·lícules de sèrie B( com "The Great Profile" (1940) o "Playmates "(1941), la seva darrera aparicio. El 9 de novembre de 1936 es va casar per quarta vegada amb Elaine Barrie Jacobs de qui també es divorciaria. A causa de l’alcoholisme es va veure obligat a deixar el teatre i el cinema per passar a la televisió, on anava de convidat. Durant un d’aquests programes es va trobar malament per lo que va anar al servei i va caure. El portaren a l’hospital d’on ja no va sortir, patia pneumònia, nefritis, cirrosi i úlcera gàstrica.

## Filmografia
- The Dream of a Moving Picture Director (1912)
- The Widow Casey's Return (1912)
- Just Pretending
- A Prize Package
- One on Romance (1913)
- An American Citizen (1914)
- The Man from Mexico (1914)
- Are You a Mason? (1915)
- The Dictator (1915)
- The Incorrigible Dukane (1915)
- Nearly a King (1916)
- The Lost Bridegroom (1916)
- The Red Widow (1916)
- Raffles, the Amateur Cracksman (1917)
- National Red Cross Pageant (1917)
- On the Quiet (1918)
- Here Comes the Bride (1919)
- The Test of Honor (1919)
- El Dr. Jekyll i el Sr. Hyde (Dr. Jekyll and Mr. Hyde) (1920)
- The Lotus Eater (1921)
- Sherlock Holmes (1922)
- Beau Brummell (1924)
- Ben-Hur: A Tale of the Christ (1925)
- The Sea Beast (1926)
- Don Juan (1926)
- When a Man Loves (1927)
- The Beloved Rogue (1927)
- Tempest (1928)
- Eternal Love (1929)
- The Show of Shows (1929)
- General Crack (1930)
- The Man from Blankley's (1930)
- Moby Dick (1930)
- Svengali (1931)
- The Mad Genius (1931)
- Arsène Lupin (1932)
- Grand Hotel (1932)
- State's Attorney (1932)
- A Bill of Divorcement (1932)
- Rasputin and the Empress (1932)
- Hamlet, Act I: Scenes IV and V (1933)
- Topaze (1933)
- Reunion in Vienna (1933)
- El sopar és a les vuit (Dinner at Eight) (1933)
- Night Flight (1933)
- Counsellor at (1933)
- Long Lost Father (1934)
- Twentieth Century (1934)
- Romeo and Juliet (1936)
- Maytime (1937)
- Bulldog Drummond Comes Back (1937)
- Night Club Scandal (1937)
- Bulldog Drummond's Revenge (1937)
- True Confession (1937)
- Bulldog Drummond's Peril (1938)
- Romance in the Dark (1938)
- Maria Antonieta (Marie-Antoinette) (1938)
- Spawn of the North (1938)
- Hold That Co-ed (1938)
- Un gran home (The Great Man Votes) (1939)
- Midnight (1939)
- The Great Profile (1940)
- The Invisible Woman (1940)
- World Premiere (1941)
- Playmates (1941)